# Saint-Nom-la-Bretèche
Saint-Nom-la-Bretèche és un municipi francès, situat al departament d'Yvelines i a la regió de Illa de França. L'any 2007 tenia 4.949 habitants.
Forma part del cantó de Verneuil-sur-Seine, del districte de Saint-Germain-en-Laye i de la Comunitat de comunes Gally Mauldre.

## Demografia

### Població
El 2007 la població de fet de Saint-Nom-la-Bretèche era de 4.949 persones. Hi havia 1.728 famílies, de les quals 257 eren unipersonals (119 homes vivint sols i 138 dones vivint soles), 583 parelles sense fills, 791 parelles amb fills i 97 famílies monoparentals amb fills.
La població ha evolucionat segons el següent gràfic:
Habitants censats

### Habitatges

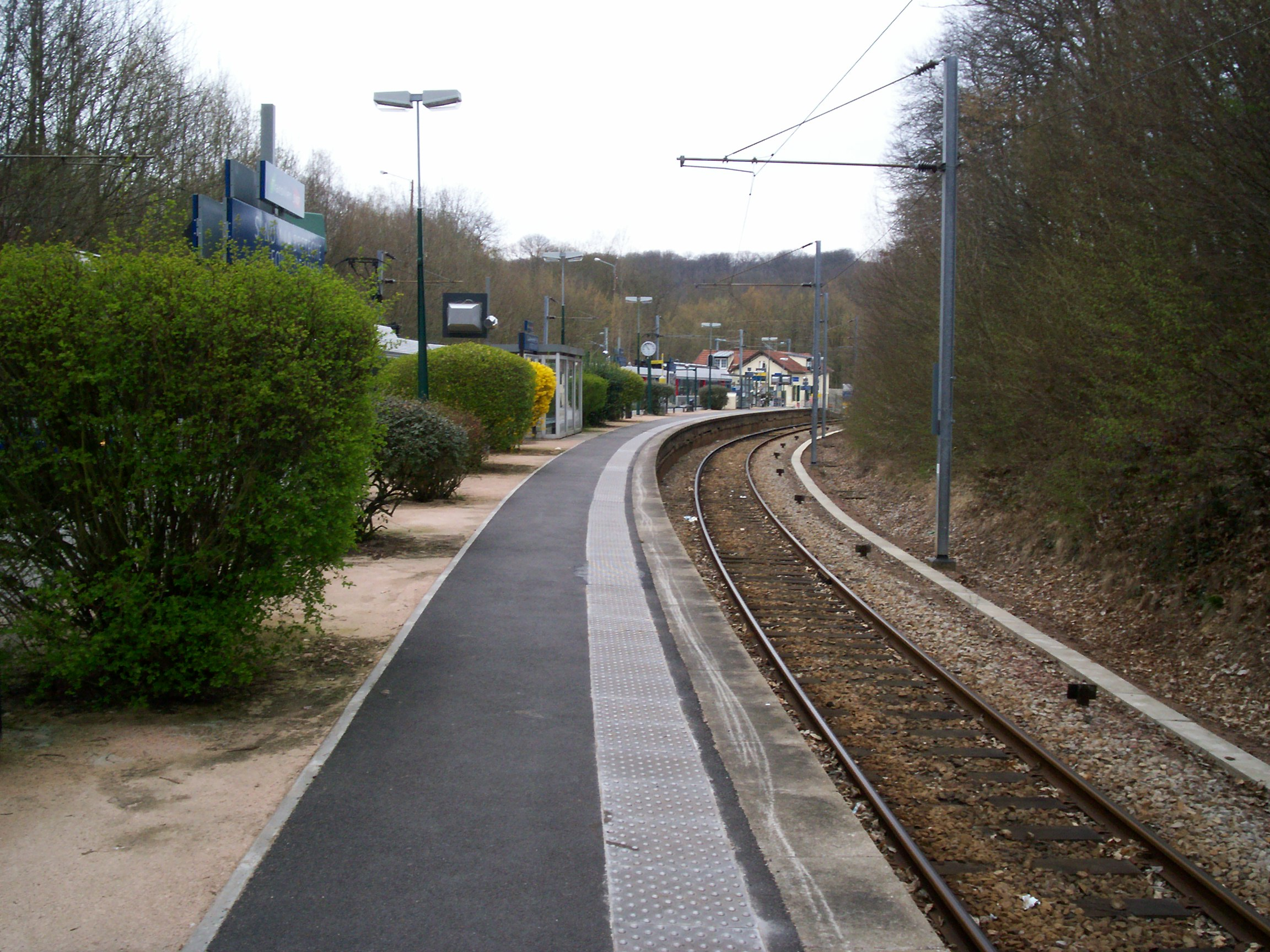
Gare de Saint-Nom-la-Breteche.

El 2007 hi havia 1.897 habitatges, 1.745 eren l'habitatge principal de la família, 59 eren segones residències i 93 estaven desocupats. 1.634 eren cases i 250 eren apartaments. Dels 1.745 habitatges principals, 1.479 estaven ocupats pels seus propietaris, 216 estaven llogats i ocupats pels llogaters i 50 estaven cedits a títol gratuït; 28 tenien una cambra, 63 en tenien dues, 116 en tenien tres, 172 en tenien quatre i 1.366 en tenien cinc o més. 1.523 habitatges disposaven pel capbaix d'una plaça de pàrquing. A 514 habitatges hi havia un automòbil i a 1.178 n'hi havia dos o més.

### Piràmide de població
La piràmide de població per edats i sexe el 2009 era:
| Homes | Edats   | Dones |
| ----- | ------- | ----- |
| 4     | 95 o +  | 4     |
| 16    | 90 a 94 | 4     |
| 0     | 85 a 89 | 12    |
| 8     | 80 a 84 | 16    |
| 44    | 75 a 79 | 44    |
| 68    | 70 a 74 | 68    |
| 108   | 65 a 69 | 88    |
| 184   | 60 a 64 | 136   |
| 180   | 55 a 59 | 200   |
| 220   | 50 a 54 | 220   |
| 204   | 45 a 49 | 236   |
| 180   | 40 a 44 | 196   |
| 148   | 35 a 39 | 192   |
| 100   | 30 a 34 | 132   |
| 88    | 25 a 29 | 100   |
| 168   | 20 a 24 | 140   |
| 216   | 15 a 19 | 164   |
| 200   | 10 a 14 | 208   |
| 228   | 5 a 9   | 156   |
| 148   | 0 a 4   | 140   |

## Economia
El 2007 la població en edat de treballar era de 3.016 persones, 1.979 eren actives i 1.037 eren inactives. De les 1.979 persones actives 1.832 estaven ocupades (1.046 homes i 786 dones) i 147 estaven aturades (77 homes i 70 dones). De les 1.037 persones inactives 193 estaven jubilades, 431 estaven estudiant i 413 estaven classificades com a «altres inactius».

### Ingressos
El 2009 a Saint-Nom-la-Bretèche hi havia 1.812 unitats fiscals que integraven 5.452,5 persones, la mediana anual d'ingressos fiscals per persona era de 43.701 €.

### Activitats econòmiques
Dels 377 establiments que hi havia el 2007, 2 eren d'empreses alimentàries, 1 d'una empresa de fabricació de material elèctric, 11 d'empreses de fabricació d'altres productes industrials, 22 d'empreses de construcció, 54 d'empreses de comerç i reparació d'automòbils, 4 d'empreses de transport, 15 d'empreses d'hostatgeria i restauració, 29 d'empreses d'informació i comunicació, 26 d'empreses financeres, 35 d'empreses immobiliàries, 115 d'empreses de serveis, 51 d'entitats de l'administració pública i 12 d'empreses classificades com a «altres activitats de serveis».
Dels 58 establiments de servei als particulars que hi havia el 2009, 1 era una oficina de correu, 4 oficines bancàries, 4 tallers de reparació d'automòbils i de material agrícola, 2 establiments de lloguer de cotxes, 1 autoescola, 5 paletes, 2 guixaires pintors, 1 fusteria, 4 lampisteries, 1 electricista, 5 empreses de construcció, 3 perruqueries, 1 veterinari, 7 restaurants, 13 agències immobiliàries, 2 tintoreries i 2 salons de bellesa.
Dels 14 establiments comercials que hi havia el 2009, 1 era, 1 una gran superfície de material de bricolatge, 1 una botiga de més de 120 m², 2 fleques, 1 una fleca, 1 una peixateria, 1 una sabateria, 1 una botiga d'electrodomèstics, 1 una botiga de mobles, 1 una botiga de material de revestiment de parets i terra i 3 floristeries.
L'any 2000 a Saint-Nom-la-Bretèche hi havia 7 explotacions agrícoles.

## Equipaments sanitaris i escolars
Els 2 equipaments sanitaris que hi havia el 2009 eren farmàcies.
El 2009 hi havia 1 escola maternal i 1 escola elemental.

## Poblacions més properes
El següent diagrama mostra les poblacions més properes.